# Gavisse
Gavisse (Duits: Gauwies) is een gemeente in het Franse departement Moselle in de regio Grand Est. De gemeente telde 591 inwoners op 1 januari 2022.

## Geschiedenis
Gavisse maakte tot 2015 deel uit van het arrondissement Thionville-Est en kanton Cattenom. Op 1 januari van dat jaar fuseerden de arrondissementen van Thionville tot het arrondissement Thionville. Toen het kanton op 22 maart 2015 werd opgeheven werden de gemeenten opgenomen in het kanton Yutz.

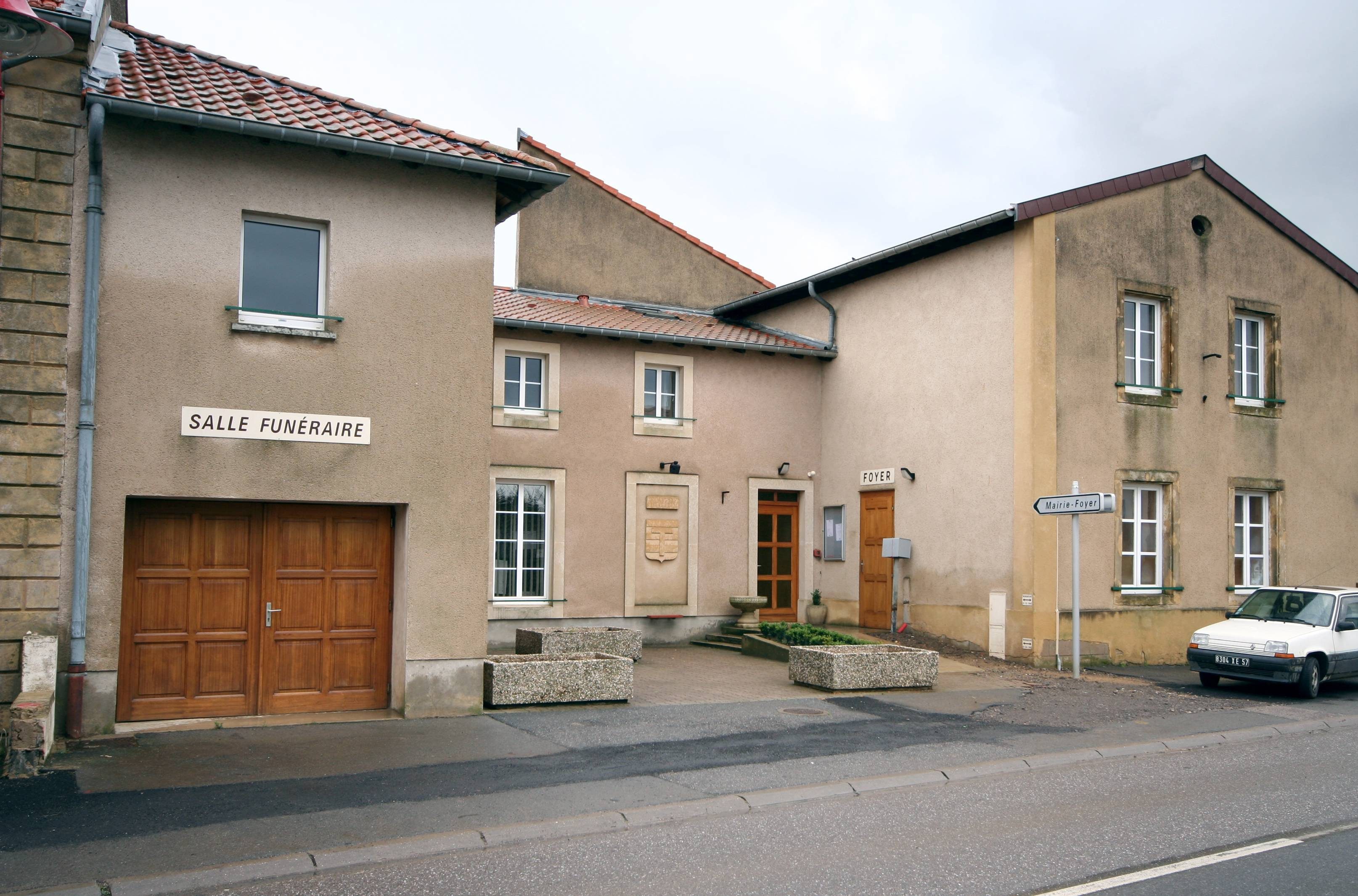
Gemeentehuis van Gavisse

## Geografie
De oppervlakte van Gavisse bedraagt 4,15 vierkante kilometer; Op 1 januari 2022 was de bevolkingsdichtheid 142,4 inwoners per km².
De onderstaande kaart toont de ligging van Gavisse met de belangrijkste infrastructuur en aangrenzende gemeenten.

## Demografie
Onderstaande figuur toont het verloop van het inwonertal.
Basse-Rentgen · Berg-sur-Moselle · Beyren-lès-Sierck · Boust · Breistroff-la-Grande · Cattenom · Entrange · Escherange · Évrange · Fixem · Gavisse · Hagen · Hettange-Grande · Illange · Kanfen · Manom · Mondorff · Puttelange-lès-Thionville · Rodemack · Roussy-le-Village · Thionville (deels) · Volmerange-les-Mines · Yutz · Zoufftgen